# Pyrinia copiosata
Pyrinia copiosata är en fjärilsart som beskrevs av Achille Guenée 1858. Pyrinia copiosata ingår i släktet Pyrinia och familjen mätare. Inga underarter finns listade.